# Coenseñanza
La coenseñanza (en inglés: co-teaching), que recibe otras muchas denominaciones como enseñanza colaborativa, cátedra compartida, enseñanza en equipo, codocencia, pareja educativa o pareja pedagógica; se trata de una nueva modalidad de docencia en la que al menos dos profesionales se involucran en la planificación, ejecución y evaluación de la enseñanza de un mismo grupo de estudiantes, compartiendo, por tanto, dicha responsabilidad. Los profesores emplean diferentes técnicas y estrategias de manera coordinada con el objetivo de aprovechar el potencial de los alumnos al máximo.
El alto valor de la coenseñanza está presente en la mayor parte de la literatura acerca de la enseñanza colaborativa y ya desde los años 90 se identifican dos núcleos temáticos principales que analizan los beneficios de esta estrategia. Por un lado, presenta un gran potencial como herramienta de apoyo en el aula: ofrece la posibilidad de brindar una atención educativa más particular e individualizada al alumnado que lo precise, ya sea en un momento puntual o durante un periodo sostenido en el tiempo. Por otro lado, se trata de una estrategia muy favorecedora en el desarrollo profesional de los docentes; desarrollo que partirá de la reflexión en conjunto sobre el propio material a impartir que a su vez será mejorado.
Esta estrategia de docencia también es ampliamente reconocida por su gran valor inclusivo. En los últimos 15 años, incluso se ha consolidado una imagen de esta disciplina que se enfoca únicamente al apoyo del alumnado con discapacidad. En este sentido trata de integrar dentro del aula a alumnos con necesidades educativas especiales y a sus respectivos docentes especializados. Sin embargo, son diversas las autoridades en la materia que tratan de destacar que esta práctica surge inicialmente en el ámbito de la enseñanza ordinaria y que su aplicación no se debe restringir únicamente a aquellos alumnos que tengan alguna necesidad educativa especial. Por el contrario, esta práctica, en cualquiera de sus modalidades, surge con el fin de atender las necesidades de todo el alumnado.
Cabe destacar, que la falta de tiempo y espacio para coordinarse así como la falta de apoyo por parte de las administraciones o el escaso reconocimiento por parte de los centros educativos son factores limitadores de esta estrategia. Por otro lado, se presentan como facilitadores de esta estrategia pedagógica el liderazgo distribuido Archivado el 9 de diciembre de 2020 en Wayback Machine. en la dirección de los centros, la cultura escolar colaborativa o las relaciones de confianza y de diálogo abierto basadas en la horizontalidad .

## Etimología
Las primeras influencias históricas de esta modalidad aparecieron en Europa, más concretamente en Inglaterra. Más tarde fue llevada hasta Norteamérica, donde se implementó en varias universidades estadounidenses. El origen del término procede de la acotación del vocablo enseñanza cooperativa (en inglés, cooperative teaching).

## Pilares fundamentales
- Coordinación del trabajo para la consecución de metas comunes referidas a la mejora del aprendizaje del alumnado.[5]
- Establecimiento de unas creencias compartidas que apoyen la idea de que todos los integrantes del equipo docente poseen un conocimiento específico, insustituible y necesario.
- Demostración de igualdad y semejanza al intercambiar alternativamente los dobles roles de profesor/alumno o dador/receptor, en los que el aprendizaje es mutuo: se enseña pero también se aprende continuamente, tanto de los alumnos como del resto de expertos que integran el equipo de codocencia.[6]
- Distribución del liderazgo del profesor entre todos los componentes del equipo de coenseñanza.[5]
- Incorporación de aspectos como la interacción cara a cara, la interdependencia positiva, las habilidades interpersonales, el monitoreo del progreso de la coenseñanza y el compromiso individual al sistema de enseñanza cooperativa.[5]
- Importancia de voluntariedad de la participación en la coenseñanza.

## Enfoques de la coenseñanza[5]

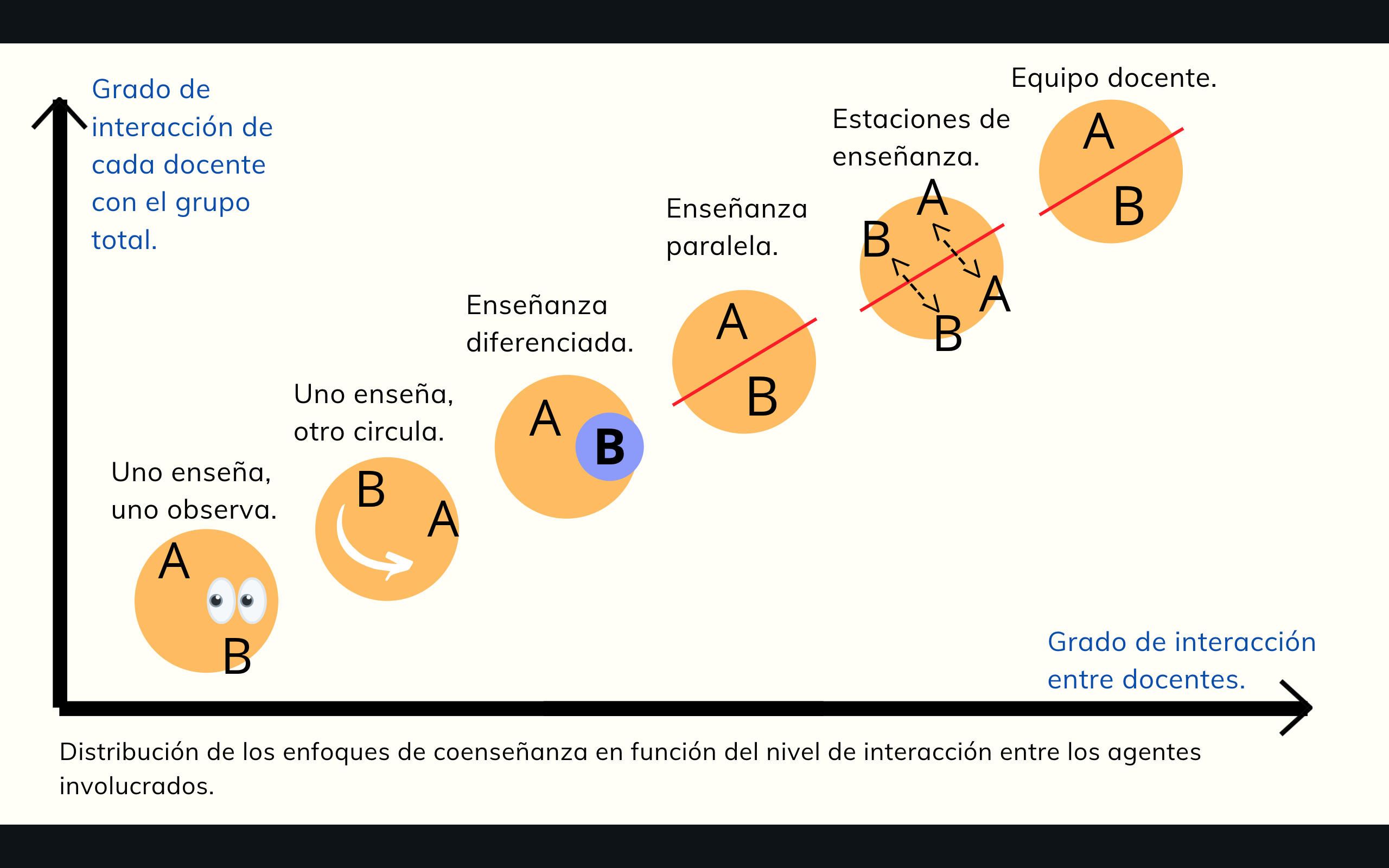
Distribución de los enfoques de co-enseñanza en función del nivel de interacción entre los agentes involucrados.

La siguiente clasificación de los enfoques de la coenseñanza se basa en el grado de interacción entre docentes participantes y estudiantes:
1. Coenseñanza de observación. Este enfoque se basa en que uno de los profesores se encarga de dirigir la clase en su totalidad y el otro, simultáneamente, se encarga de observar y recopilar información sobre la dinámica del grupo a nivel académico, social y conductual.
2. Coenseñanza de apoyo. Un profesor adopta el papel de conducir la clase mientras que el otro va rotando entre los alumnos proporcionándoles ayuda individualizada, recopilando información y controlando su comportamiento. Si esta distribución de los roles se alarga en el tiempo, el docente de apoyo corre el riesgo de parecer un simple ayudante.[9]
3. Coenseñanza en grupos simultáneos. Consiste en la división de la clase en dos grupos, cada uno bajo la responsabilidad total de uno de los profesores. Los docentes planifican conjuntamente los contenidos a impartir que, a su vez, cada profesor adaptará a las características particulares de su grupo para aumentar así la participación y el rendimiento de los estudiantes.
4. Coenseñanza de rotación entre grupos. Ambos profesores trabajan con distintos grupos de estudiantes en diferentes fases de la clase: van rotando de un grupo a otro. Este enfoque es muy recomendable para coeducadores principiantes en la materia.
5. Coenseñanza complementaria. En este caso, uno de los docentes se encarga de emplear diversas estrategias para clarificar, complementar o mejorar lo expuesto por el otro profesor. Algunas de las estrategias pueden ser el parafraseo, la adición de ejemplos, la construcción de esquemas o mapas mentales y la explicación de los contenidos con un estilo diferente.
6. Coenseñanza en estaciones. El material a impartir y los estudiantes son divididos en estaciones y grupos respectivamente. En cierto momento los alumnos deben rotar de una estación a otra. Los grupos de estudiantes en dos de estas tres estaciones son instruidos por los profesores, que harán las adaptaciones necesarias, mientras que en la estación restante, los alumnos trabajan de forma independiente.
7. Coenseñanza alternativa. Un profesor trabaja con la clase completa y a la vez, el otro profesor se encarga de un grupo más reducido, con el que realiza actividades de refuerzo, de preparación, de enriquecimiento y de evaluación, entre otras.
8. Coenseñanza en equipo. Este enfoque se basa en que todos los miembros del equipo desarrollen y aporten su propia forma de enseñar con el objetivo de enriquecer a los estudiantes con los conocimientos en los que cada uno de los profesores es experto. Es fundamental que los codocentes participen en la clase simultáneamente, y se alternen los roles de conducir y apoyar según les convenga.